# Theodore Hardeen
Theodore Dash Hardeen ou Hardeen, são os nomes artísticos de Ferencz Dezso Weisz ou originalmente Weisz Ferenc Dezső (Budapeste, 4 de março de 1876 - Manhattan, 12 de junho de 1945), um ator e mágico austro-húngaro naturalizado norte americano, irmão de Harry Houdini

.

## Biografia
Assim como o seu irmão, nasceu em Budapeste e emigrou com a família para os Estados Unidos em 3 de julho de 1878, a bordo do navio SS Fresia e seguindo os passos de Houdini, aprendeu a arte da magia, formando a dupla "Os Irmãos Houdini" em suas apresentações. O fim da parceria acabou quando Houdini casou-se com Wilhelmina Beatrice Rahner (a Bess Houdini). A partir deste momento, trilhou uma carreira solo e em separado do irmão, concentrando-se em shows de magia e ilusionismo e, esporadicamente, algumas apresentações de escapologia.
Após a morte de Harry Houdini, em 1926, passou a realizar shows no mesmo circuito que o irmão fazia, ampliando suas apresentações de escapologia, pois herdou todos os acessórios e instrumentos do irmão.
Em 1936, estreou como ator num curta-metragem da Warner Bros, chamado Medium Well Done. Em 1945, quando pensou em escrever um livro sobre Harry Houdini, morreu após complicações em uma simples operação cirúrgica, no Doctors Hospital, em Manhattan.

## Ligação externa
- IMDb